# Bosque seco del Zambeze
El bosque seco del Zambeze es una ecorregión de la ecozona afrotropical, definida por WWF, situada entre Zambia y Angola.

## Descripción
Es una ecorregión de bosque seco con una superficie de 32.200 kilómetros cuadrados; ocupa una región alrededor del río Kabompo en el oeste de Zambia, que se extiende también hasta Angola, entre los 1.100 y los 1.200 m de altitud.
La temperatura media anual oscila entre 20 y 22º, con entre 800 y 1200 mm de precipitaciones anuales. Hay tres estaciones: una estación seca y cálida entre agosto y octubre, una estación seca y húmeda entre noviembre y abril, y una estación fría y seca entre mayo y julio.

## Flora
Esta ecorregión constituye el área más extensa de selva tropical siempreverde fuera de la zona ecuatorial. La especie dominante es el mavunda Cryptosepalum exfoliatum pseudotaxus (Caesalpinioideae), que crece en un suelo pobre y arenoso. La altura de la selva no supera en general los 25 metros, y su estructura es más simple que la de la selva umbrófila.
Las plantas herbáceas son escasas; el suelo, en las zonas más densas, está cubierto de musgo.

## Fauna
La región ha sido poco estudiada. La avifauna es rica, con 381 especies catalogadas.
Entre estas se encuentran la guacamaya verde, el murciélago platanero, la iguana verde, el escorpión, el tigrillo, pericos, basiliscos, ratas, catarinas, además de una gran variedad de mamíferos, entre otras magníficas especias.

## Endemismos
Sólo se ha descrito una especie de ave endémica de la ecorregión: el barbudito pechiblanco (Pogoniulus makawai), conocido por un único ejemplar encontrado en 1964.

## Estado de conservación
En peligro crítico. La región está relativamente despoblada.

## Protección
Sólo existe un área protegida: el Parque nacional West Lunga, en Zambia.